# Ито, Масакадзу
Масакадзу Ито (яп. 伊藤雅和; род. 12 июня 1988 в Йокогаме, Япония) — японский профессиональный шоссейный и трековый велогонщик, выступающий за проконтинентальную велокоманду «Nippo Vini Fantini Faizane»

## Достижения

### Шоссе
2007
Чемпионат Японии
3-й  Групповая гонка U23
2008
9-й Тур Индонезии
1-й Этапы 4 и 9
2012
1-й Этап 1 Тур Сингкарака
2013
6-й Тур Восточной Явы
10-й Тур Тайваня
2015
9-й Тур Окинавы
10-й Тур Хоккайдо
10-й Тур Кумано
2016
5-й Тур Таиланда
5-й Тур Кумано

### Трек
2009
2-й  Мэдисон, Чемпионат Азии